# Юдин, Юрий Сергеевич
Ю́рий Сергеевич Ю́дин (19 апреля 1962, Москва, РСФСР — 10 ноября 2016, дер. Долгое Лёдово, Щёлковский район, Московская область, Российская Федерация ) — российский художник-реалист.

## Биография
В 1989 году окончил Строгановское училище. Выставочной деятельностью занимался с 1987 года.
С 1993 по 1997 гг. жил и работал за границей — Франция, Германия, Бельгия. С 1993 по 1995 гг. — стипендиат «Школы изящных искусств» (г. Марсель, Франция).
Является членом Творческого Союза художников России, Объединенного горкома графиков (живописная секция), Творческого объединения «Новые передвижники» и Международного объединения (IFA) — Юнеско. Живет и работает в Москве.
В 2008 году стал членом-корреспондентом Международной Академии культуры и искусства.

## Выставки
- 1987 — Музей Вадима Сидура. Москва.
- 1988 — XVII Всесоюзная выставка «Манеж». Москва.
- 1988 — «1000-летие русской культуры». Советский Фонд культуры.
- 1989 — «Живое мироздание». АПН. Москва.
- 1989 — Галерея «Прага». Варшава. Польша. Персональная выставка.
- 1990 — Галерея «Лада». Белград. Югославия.
- 1991 — Галерея «Кристиан Коллас». Париж. Франция.
- 1993 — Галерея «Кунст Холл». Берлин. Германия. Персональная выставка.
- 1993 — Галерея «21». Марсель. Франция. Персональная выставка.
- 1997 — Галерея «Эзо Арт». ЦДХ. Москва.
- 2002 — Галерея «FRONT ART». ЦДХ. Москва.
- 2002 — «Рождественская выставка». Международный Художественный Фонд. Москва.
- 2003 — Государственный выставочный зал «Творчество». Москва. Персональная выставка.
- 2004 — Галерея «Ардена». Москва. Персональная выставка.
- 2004 — Посольство Индии. Москва. Персональная выставка.
- 2004 — «Русский Дом». Посольство России. Братислава. Словакия. Персональная выставка.
- 2005 — «Русский Дом». Посольство России. Хельсинки. Финляндия. Персональная выставка.
- 2006 — «О Любви» Современная выставка с голландскими артистами театра и музыки. ЦДХ.
- 2006 — Галерея «Эмпрессио». Москва.
- 2007 — Галерея «Сем Брук». Москва.
- 2007 — «15 Салон» ЦДХ. Москва.
- 2008 — Галерея «Эритаж». Москва.
- 2008 — «ЕвроАрт». Женева. Швейцария.
- 2009 — Галерея Аллы Булянской. Москва.
- 2009 — Международный Художественный Фонд. Москва.
- 2009 — Правительство Российской Федерации. Москва.
- 2010 — Национальный банк Траст. Москва. Персональная выставка
- 2010 — Независимый Строительный Банк. Москва. Персональная выставка
- 2010 — «Франция — Россия». Правительство Российской Федерации. Москва.
- 2010 — Выставка «Три цвета реальности» в Банке «Абсолют»
- 2010 — Выставка «Палитра реальности» в ТрансКредитБанке

## Дополнительная информация
Картины находятся в Музее Современного Искусства (Museo d’Arte Contemporanea) (Милан, Италия), а также в частных собраниях (Россия. Австрия. Италия. США. Япония. Германия. Франция. Китай)

## Публикации
1. Каталог «Искусство России 2004». — С. 506—507.
2. Юлия Саранова. «Галерея» // Журнал "Медведь". — 2005. — № 6. — С. 82.
3. Аукционный каталог галереи «Совком». — сентябрь 2005. — С. 83.
4. Аукционный каталог галереи «Совком». — октябрь 2005. — С. 100.
5. «Увидеть все» // Журнал «Артхроника». — 2007. — № 17. — С. 15.
6. Каталог «Салон ЦДХ 2007». — С. 262.
7. Аукционный каталог «Магнум Арс». — Третьяковская галерея, 2007. — С. 59.
8. Аукционный каталог галереи «Совком». — №67, 2008. — С. 37.
9. Аукционный каталог галереи «Совком». — №101, 2009. — С. 16.
10. Аукционный каталог галереи «Совком». — №103, 2009. — С. 34.
11. Каталог «Искусство России 2009». — С. 282—283, 354—355.
12. Каталог «Реализм XXI века». — 2009. — С. 202—205.
13. Юрий Юдин. «Нас ждет 5-6-кратный рост на современных художников» // Журнал «Финанс.» : интервью. — 2010. — № 3. — С. 52.
14. Юрий Юдин (беседовал Алексей Логинов). «Настоящее искусство меняет систему координат человека» // Журнал «Президент. Парламент. Правительство» : интервью. — 2010. — № 6. — С. 25.
15. Марина Волкова. "Вам букет" // Журнал «Salon De Luxe. Классика». — сентябрь 2010. — № 6. — С. 105.